# Češnjice v Tuhinju
Češnjice v Tuhinju este o localitate din comuna Kamnik, Slovenia, cu o populație de 117 locuitori.